# Lubbeek
Pour l’article homonyme, voir Guillaume Bodenvlas de Lubbeek.
Lubbeek est une commune néerlandophone de Belgique située en Région flamande, dans la province du Brabant flamand.

## Étymologie
On trouve aussi les formes Libbeke et Lybbecke.

## Sections de commune
| # | Nom        | Superf. (km²). | Habitants (2020). | Habitants par km² | Code INS |
| - | ---------- | -------------- | ----------------- | ----------------- | -------- |
| 1 | Lubbeek    | 23,37          | 5.680             | 243               | 24066A   |
| 2 | Binkom     | 7,81           | 1.530             | 196               | 24066B   |
| 3 | Linden     | 5,99           | 5.053             | 844               | 24066D   |
| 4 | Pellenberg | 8,11           | 2.293             | 283               | 24066C   |

## Histoire

### La paroisse de Lubbeek
En 1179, une bulle du pape Alexandre III indique que l'église Saint-Martin de Lubbeek, avec sa dotation et ses dîmes, appartient à l'abbaye de Parc. En 1233, le pape Grégoire IX en approuva la possession et le patronat. Le premier curé de Parc connu est frère Gauthier, introduit, en février 1230, par Maître W. de Vallibus, archidiacre de Liège.
Sous cette paroisse était située la ferme de Parc dénommée Herendael, avec maison et chapelle, où les religieux séjournaient souvent. Vers 1341, l'abbaye de Parc édifia en outre, en ce village, une grande chapelle en l'honneur de Notre-Dame, qui devint un lieu de pèlerinage célèbre. La maison pastorale construite par l'abbaye fut achevée le 30 juillet 1501.
En 1717, l'abbé Paul de Bruyn bâtit en cette paroisse une nouvelle église paroissiale.

### Première guerre mondiale
Le 19 août 1914, l'armée allemande exécute 18 civils et détruit 45 bâtiments. Ces événements font partie des Atrocités allemandes en 1914.

## Héraldique
|  | La commune possède des armoiries qui lui ont été octroyées les 11 février 1981 et 8 février 1994. Elles montrent les armoiries des ducs de Brabant. Le village avait son propre conseil et ses seigneurs, mais la justice restait un privilège des ducs de Brabant. Ainsi, tous les sceaux du conseil communal depuis le XIVe siècle portent les armoiries du Brabant. Blasonnement : De sable, au lion d'or, armé et lampassé de gueules. - Délibération communale : 31 août 1993 - Arrêté de l'exécutif de la communauté : 8 février 1994 - Moniteur belge : 29 juin 1994 Source du blasonnement : Heraldy of the World. |

## Démographie

### Démographie: Avant la fusion des communes
- Source: DGS recensements population

### Démographie: Commune fusionnée
Graphe de l'évolution de la population de la commune (la commune de Lubbeek étant née de la fusion des anciennes communes de Lubbeek, de Linden, de Binkom et de Pellenberg, les données ci-après intègrent les quatre communes dans les données avant 1977).
Les chiffres des années 1831 à 1970 tiennent compte des chiffres des anciennes communes fusionnées.
- Source: DGS , de 1831 à 1981=recensements population; à partir de 1990 = nombre d'habitants chaque 1 janvier[5]

## Personnalités de Lubbeek
- Lucien Beauduin, industriel et bourgmestre de Lubbeek
- Martine Tanghe, journaliste et ancienne présentatrice vedette du journal télévisé de la VRT

## Site externe
- (nl) Site de la commune